# Mitrasacme cunninghamii
Mitrasacme cunninghamii är en tvåhjärtbladig växtart som beskrevs av George Bentham. Mitrasacme cunninghamii ingår i släktet Mitrasacme och familjen Loganiaceae. Inga underarter finns listade i Catalogue of Life.